# 헝거 게임
헝거 게임(The Hunger Games)은 영 어덜트 모험 SF 소설 시리즈로, 수잔 콜린스가 지었다. 헝거 게임 (The Hunger Games), 캣칭 파이어 (Catching Fire), 모킹제이 (Mockingjay)로 구성되어 있다. 라이온즈 게이트 엔터테인먼트가 이 소설을 영화화해, 2012년 제1부작 《헝거 게임: 판엠의 불꽃》이 개봉되었다.

## 시리즈
- 헝거 게임
- 캣칭 파이어
- 모킹제이
- 노래하는 새와 뱀의 발라드

## 등장 인물
- 캣니스 에버딘
- 피타 멜라크
- 헤이미치 에버내시 (Haymitch Abernathy)
- 게일 호손 (Gale Hawthorne)
- 코리올라누스 스노우 대통령 (President Snow)
- 에피 트링켓
- 시나
- 프림로즈 에버딘
- 조한나 메이슨
- 피닉 오데어
- 카토
- 클로브
- 에노바리아
- 글리머
- 맥스
- 브루투스
- 마블
- 여우얼굴